# IWAミッドサウス
IWAミッドサウス（IWA Mid-South）は、アメリカ合衆国のケンタッキー州ルイビルを拠点としていたプロレス団体。正式名称はインディペンデント・レスリング・アソシエーション・ミッドサウス（Independent Wrestling Association Mid-South）。

## 歴史
1996年、イアン・ロッテンが設立。同年、ルイビルで旗揚げ戦を開催。
デスマッチとハードコアマッチによる展開を特色としている。
「キング・オブ・ザ・デスマッチ」という大会を目玉としつつイリノイ州とインディアナ州で興行を開催していた。
2006年、女子選手の大会「クイーン・オブ・ザ・デスマッチ」を開催。
2011年3月28日、活動停止。

## タイトル
- IWAミッドサウスデスマッチ王座
- IWAミッドサウスハードコア王座
- IWAミッドサウスヘビー級王座
- IWAミッドサウスタッグ王座
- IWAミッドサウス女子王座

トーナメント戦
- キング・オブ・ザ・デスマッチ
- クイーン・オブ・ザ・デスマッチ

## 参戦選手
- イアン・ロッテン
- AJスタイルズ
- エディ・ゲレロ
- クリストファー・ダニエルズ
- クリス・ヒーロー
- サブゥー
- サモア・ジョー
- サンドマン
- CMパンク
- JCアイス
- スティーブ・コリノ
- 2コールド・スコーピオ
- トレイシー・スマザーズ
- ネクロ・ブッチャー
- ビリー・ガン
- マット・ハーディー
- マッドマン・ポンド
- ミッキー・ナックルズ
- ミッチ・ペイジ
- レイ・ミステリオ・ジュニア
- ロウ・キー